# Язевка (приток Сочура)
Язевка — река в Красноярском крае России. Устье реки находится в 85 км по левому берегу реки Сочур. Длина реки составляет 22 км. 

## Данные водного реестра
По данным государственного водного реестра России относится к Верхнеобскому бассейновому округу, водохозяйственный участок реки — Кеть, речной подбассейн реки — бассейн притоков (Верхней) Оби от Чулыма до Кети. Речной бассейн реки — (Верхняя) Обь до впадения Иртыша.